# Louis Tsoungui
Louis Tsoungui, de son vrai nom Louis Marie Tsoungui, né le 1er janvier 1966 est un joueur de basket-ball international, DJ professionnel, producteur, entraîneur de basket-ball et entrepreneur social franco-camerounais. Dans le monde de la musique, il est propriétaire de Mapane Records et en basket-ball, il est fondateur de Onyx Basketball Academy.

## Biographie

### Enfance, éducation et débuts
Louis Tsoungui naît le 1er janvier 1966. Il joue deux saisons (1988-1990) pour un total de 14 rencontres en France avec l'ASA Sceaux au poste d'ailier,. Après sa carrière de joueur en deuxième division française, il rentre au Cameroun en 1995. En 1998, avec son expérience de DJ, il crée le studio d'enregistrement Magix. Il y travaille pendant quatre années avec Krotal comme ingénieur du son. Il accompagne des artistes tels Negrissim, Rasyn, Tribunal, Joel Teek, Protek Tho’or, Ak Sang Grav. Magix devient Mapane Records en 2001. En parallèle, il enseigne au lycée Fustel-de-Coulanges de Yaoundé. La même année, il fonde un club de basket-ball, Onyx Basketball Academy qui forme Luc Mbah a Moute et plusieurs autres jeunes,.

### Carrière
En 2013, il entraîne la République du Congo à l'AfroBasket 2013 organisé par la FIBA,. Après sa nomination, il collabore avec Joakim Noah pour l'organisation d'un camp de basket-ball en juillet 2023 au Noah Country Club. Ce camp cible des jeunes de moins de 14 ans issues de différentes académies de basket-ball de Yaoundé.
En 2023, il remplace Francis Enengueye en tant qu'entraineur principal de l'équipe nationale du Cameroun à l'AfroCan 2023 en Angola,.
En mars 2024, il devient instructeur FIBA après un stage de formation en Côte d'Ivoire dirigé par Cheikh Sarr et Nour Amri. Il est nomme responsable de la commission de relecture pour la stratification du niveau des entraîneurs camerounais.

## Vie associative
Le 7 novembre 2015 à Yaoundé, il est présenté en qualité de trésorier du Syndicat des arts et de musiques urbaines (Synamur).